# Liste der Kreuzer der Ticonderoga-Klasse
Die Liste der Kreuzer der Ticonderoga-Klasse enthält alle Lenkwaffenkreuzer der Ticonderoga-Klasse. Insgesamt wurden 27 Einheiten gebaut, von denen im Oktober des Jahres 2024 noch 9 im Dienst standen. Der einzige Betreiber der Klasse ist die United States Navy.

## Bau
Das erste Schiff wurde im September 1978 bestellt. Fast zwei Jahre später wurde es auf Kiel gelegt und nach drei Jahren Bauzeit im Jahr 1983 in Dienst gestellt. Der letzte Kreuzer der Klasse wurde im Februar 1988 bestellt, 1991 auf Kiel gelegt und im Jahr 1994 in Dienst gestellt.
Insgesamt wurden 27 Einheiten, die fortlaufend die Schiffskennungen CG-47 bis CG-73 erhielten, bei zwei Werften gebaut:
| Name der Werft       | Anzahl |
| -------------------- | ------ |
| Bath Iron Works      | 8      |
| Ingalls Shipbuilding | 19     |

Zwischen 2004 und 2006 wurden die ersten fünf Einheiten (Kennungen CG-47 bis CG-51) außer Dienst gestellt, die mit Doppelarmstartern Mark-26 ausgerüstet waren.
Alle nachfolgenden 22 Kreuzer waren mit dem Mk 41 Vertical Launching System ausgerüstet. Für sie war zwischenzeitlich geplant, dass sie eine Lebensdauer von jeweils 40 Jahren erreichen sollten, wodurch sie zwischen 2026 und 2034 außer Dienst gestellt worden wären. Modernisierungen erfolgten ab 2008. Eine an sieben Einheiten in der zweiten Hälfte der 2010er Jahre begonnene Generalüberholung (Service Life Extension) im Rahmen des „Phased Modernization Program“ wurde nur bei drei Einheiten erfolgreich abgeschlossen, vier der Einheiten wurden stattdessen außer Dienst gestellt.:19
Mit Stand 2022 plante die Navy, von 2022 bis 2027 pro Jahr mehrere Schiffe der Klasse bei einem Alter von 31 bis 37 Jahren und das letzte Schiff 2027 auszumustern.:21–22 Mit Stand November 2024 sollen drei modernisierte Schiffe bis 2030 im Dienst behalten werden.:22,61
Im Kalenderjahr 2022 stellte die US Navy fünf Einheiten außer Dienst, im Jahr 2023 vier Einheiten, im Jahr 2024 vier Einheiten. Für den Haushaltsplan (Fiscal year) 2025 beantragte die Navy die Außerdienstellung von zwei Einheiten.
Ein Teil der Aufgaben der Kreuzer soll so weit wie möglich an Zerstörer der Arleigh-Burke-Klasse übergehen.:7 Für die Kreuzer in ihrer Rolle als Kommandoschiffe, die die Flugabwehr von Flugzeugträger-Kampfgruppen koordinieren, ist eine Nachfolge-Schiffsklasse mit dem Projektnamen DDG(X) für die 2030er Jahre geplant.:62:5

## Stationierungen
Die 22 im Jahr 2012 in Dienst stehenden Schiffe waren auf fünf verschiedene Häfen verteilt. Dies waren im Einzelnen:
| Heimathafen  | Anzahl | Quelle |
| ------------ | ------ | ------ |
| Norfolk      | 6      | [ 6 ]  |
| San Diego    | 7      | [ 7 ]  |
| Yokosuka     | 2      | [ 8 ]  |
| Pearl Harbor | 3      | [ 9 ]  |
| Mayport      | 4      | [ 10 ] |

| Norfolk |

| San Diego |

| Mayport |

| Norfolk |

| San Diego |

| Mayport |

| Yokosuka |

| Pearl Harbor |

| Yokosuka |

| Pearl Harbor |

## Liste

### Legende
Name und Kennung
In dieser Spalte wird der Name (z. B. USS Ticonderoga), sowie die Kennung genannt (z. B. CG-47).
Kiellegung und Bauwerft
Bei der Kiellegung wird das Jahr genannt, in welchem der Kreuzer auf Kiel gelegt wurde. Die Buchstaben darunter geben die jeweilige Bauwerft an. BIW steht für Bath Iron Works und IS für Ingalls Shipbuilding.
Stapellauf
Hier wird das genaue Datum angegeben, an welchem das Schiff vom Stapel gelassen wurde.
Indienststellung
Diese Spalte gibt das genaue Datum an, wann der Kreuzer in Dienst gestellt wurde.
Außerdienststellung
Diese Spalte gibt das genaue Datum an, wann die Einheit außer Dienst gestellt wurde. Ausgemusterte Schiffe sind durch rot hinterlegte Tabellenzeilen hervorgehoben, solche, deren Ausmusterung bevorsteht, mit grauen Zeilen.
Bild
Hier ist immer ein Bild des Kreuzers zu sehen.
Bemerkung
Die Spalte Bemerkung zeigt weitere Besonderheiten des Schiffes auf.
Heimathafen
Hier wird der jeweilige Heimathafen des Kreuzers genannt.
NVR
In dieser Spalte steht der Schiffseintrag im Naval Vessel Register als Einzelnachweis, dieser dient als Quelle für alle Angaben inklusive des Heimathafens

### Liste aller Schiffe
| Name & Kennung          | Kiellegung & Werft | Stapellauf    | Indienststellung | Außerdienststellung | Bild | Bemerkung | Heimathafen      | NVR           |
| ----------------------- | ------------------ | ------------- | ---------------- | ------------------- | ---- | --- | ---------------- | ------------- |
| Ticonderoga (CG-47)     | 1980 IS            | 25. Apr. 1981 | 22. Jan. 1983    | 20. Sep. 2004       |      | Typschiff der Klasse. Geplant mit Kennung DDG-47. Bestrebungen, aus ihr ein Museumsschiff zu machen, scheiterten. Ab 2020 bei International Shipbreaking, einer der Abwrackwerften in Brownsville, abgebrochen. |                  | [ 11 ] [ 12 ] |
| Yorktown (CG-48)        | 1981 IS            | 17. Jan. 1983 | 4. Juli 1984     | 10. Dez. 2004       |      | War Versuchsschiff im Smart Ship Project. Ab 2022 in Brownsville abgebrochen. |                  | [ 13 ] [ 14 ] |
| Vincennes (CG-49)       | 1982 IS            | 14. Jan. 1984 | 3. Juni 1985     | 29. Juni 2005       |      | Schoss 1988 Iran-Air-Flug 655 ab. 2011 in Brownsville abgebrochen. |                  | [ 15 ] [ 16 ] |
| Valley Forge (CG-50)    | 1983 IS            | 23. Juni 1984 | 18. Jan. 1986    | 30. Aug. 2004       |      | 2006 als Zielschiff versenkt |                  | [ 17 ] [ 18 ] |
| Thomas S. Gates (CG-51) | 1984 BIW           | 14. Dez. 1985 | 22. Juni 1987    | 16. Dez. 2005       |      | Ab 2017 in New Orleans abgebrochen |                  | [ 19 ] [ 20 ] |
| Bunker Hill             | 1984 IS            | 11. März 1985 | 20. Sep. 1986    | 29. Sep. 2023       |      | Erstes Schiff mit Mk 41 VLS und U-Jagd-System AN/SQQ-89 mit Sonar AN/SQS-53B. Nach Außerdienststellung in NISMF Bremerton (Stand 2023)                                                                          | war San Diego    | [ 22 ] [ 23 ] |
| Mobile Bay (CG-53)      | 1984 IS            | 22. Aug. 1985 | 21. Feb. 1987    | 18. Aug. 2023       |      | Nach Außerdienststellung in NISMF Bremerton (Stand 2023) | war San Diego    | [ 24 ] [ 25 ] |
| Antietam (CG-54)        | 1984 IS            | 14. Feb. 1986 | 6. Juni 1987     | 27. Sep. 2024       |      | Nach Außerdienststellung in Pearl Harbor (Stand 2024) | war Pearl Harbor | [ 26 ] [ 27 ] |
| Leyte Gulf (CG-55)      | 1985 IS            | 20. Juni 1986 | 26. Sep. 1987    | 27. Sep. 2024       |      | Kollidierte 1996 mit der Theodore Roosevelt Nach Außerdienststellung 2022 in NISMF Philadelphia | war Norfolk      | [ 28 ] [ 29 ] |
| San Jacinto (CG-56)     | 1985 IS            | 14. Nov. 1986 | 23. Jan. 1988    | 29. Sep. 2023       |      | Stieß 2012 mit U-Boot Montpelier zusammen. Nach Außerdienststellung in NISMF Philadelphia (Stand 2024). | war Norfolk      | [ 31 ] [ 32 ] |
| Lake Champlain (CG-57)  | 1986 IS            | 3. Apr. 1987  | 12. Aug. 1988    | 8. Sep. 2023        |      | Nach Außerdienststellung in NISMF Bremerton (Stand 2024) | war San Diego    | [ 33 ] [ 34 ] |
| Philippine Sea (CG-58)  | 1986 BIW           | 12. Juli 1987 | 18. März 1989    |                     |      | (Zur Außerdienststellung 2025 vorgesehen) | Mayport          | [ 35 ] [ 36 ] |
| Princeton (CG-59)       | 1986 IS            | 2. Okt. 1987  | 11. Feb. 1989    |                     |      | Erstes Schiff mit Multifunktionsradar AN/SPY-1B. Lief 1991 auf zwei Seeminen auf. (Zur Außerdienststellung 2026 vorgesehen)                                                                                     | San Diego        | [ 37 ] [ 38 ] |
| Normandy (CG-60)        | 1987 BIW           | 19. März 1988 | 9. Dez. 1989     |                     |      | (Zur Außerdienststellung 2025 vorgesehen) | Norfolk          | [ 39 ] [ 40 ] |
| Monterey (CG-61)        | 1987 BIW           | 23. Okt. 1988 | 16. Juni 1990    | 30. Sep. 2022       |      | Nach Außerdienststellung 2022 in NISMF Philadelphia | war Norfolk      | [ 41 ] [ 42 ] |
| Robert Smalls (CG-62)   | 1987 IS            | 15. Juli 1988 | 4. Nov. 1989     |                     |      | Hieß bis 2023 USS Chancellorsville. (Zur Außerdienststellung 2026 vorgesehen) | Yokosuka         | [ 43 ] [ 44 ] |
| Cowpens (CG-63)         | 1987 BIW           | 11. März 1989 | 9. März 1991     | 30. Aug. 2024       |      | Nach Phased Modernization Program außer Dienst gestellt.:15–16 Nach Außerdienststellung in Pearl Harbor (Stand 2024)                                                                                            | war San Diego    | [ 46 ] [ 47 ] |
| Gettysburg (CG-64)      | 1988 BIW           | 2. Juli 1989  | 2. Juni 1991     |                     |      | Durchlief Phased Modernization Program. (Zur Außerdienststellung 2030 vorgesehen):22,61 | Norfolk          | [ 48 ] [ 49 ] |
| Chosin (CG-65)          | 1988 IS            | 1. Sep. 1989  | 12. Jan. 1991    |                     |      | Erstes Schiff mit Sonar AN/SQS-53C. Durchlief bis 2023 Phased Modernization Program. (Zur Außerdienststellung 2030 vorgesehen):22,61                                                                            | San Diego        | [ 50 ] [ 51 ] |
| Hué City (CG-66)        | 1989 IS            | 1. Juni 1990  | 14. Sep. 1991    | 30. Sep. 2022       |      | Phased Modernization Program nicht begonnen.:15–16 Nach Außerdienststellung in NISMF Philadelphia (Stand 2024)                                                                                                  | war Mayport      | [ 52 ] [ 53 ] |
| Shiloh (CG-67)          | 1989 BIW           | 8. Sep. 1990  | 18. Juli 1992    |                     |      | (Zur Außerdienststellung 2025 vorgesehen) | Pearl Harbor     | [ 54 ] [ 55 ] |
| Anzio (CG-68)           | 1989 IS            | 2. Nov. 1990  | 10. Feb. 1992    | 30. Sep. 2022       |      | Während Phased Modernization Program außer Dienst gestellt.:15–16 Nach Außerdienststellung in NISMF Philadelphia (Stand 2024)                                                                                   | war Norfolk      | [ 56 ] [ 57 ] |
| Vicksburg (CG-69)       | 1990 IS            | 7. Sep. 1991  | 14. Nov. 1992    | 26. Juli 2024       |      | Im Phased Modernization Program mit Schäden außer Dienst gestellt.:15–16 Nach Außerdienststellung in NISMF Philadelphia (Stand 2024)                                                                            | war Mayport      | [ 58 ] [ 59 ] |
| Lake Erie (CG-70)       | 1990 BIW           | 13. Juli 1991 | 10. Mai 1993     |                     |      | Erfolgreiche Zerstörung Spionagesatellit USA-193 im Jahr 2008. (Zur Außerdienststellung 2025 vorgesehen) | San Diego        | [ 60 ] [ 61 ] |
| Cape St. George (CG-71) | 1990 IS            | 10. Jan. 1992 | 13. Juni 1993    |                     |      | Erhielt 2005 Zertifizierung für die Ausmusterung der Papier-Seekarten durch Computerdisks. Durchlief Phased Modernization Program. (Zur Außerdienststellung 2030 vorgesehen):22,61                              | Seattle          | [ 62 ] [ 63 ] |
| Vella Gulf (CG-72)      | 1991 IS            | 13. Juni 1992 | 18. Sep. 1993    | 30. Sep. 2022       |      | Nach Außerdienststellung in NISMF Philadelphia (Stand 2024) | war Norfolk      | [ 64 ] [ 65 ] |
| Port Royal (CG-73)      | 1991 IS            | 20. Nov. 1992 | 4. Juli 1994     | 30. Sep. 2022       |      | Lief 2009 auf ein Korallenriff auf und wurde dabei schwer beschädigt. Nach Außerdienststellung in Pearl Harbor (Stand 2024).                                                                                    | war Pearl Harbor | [ 66 ] [ 67 ] |